# Integral
«Integral» — пісня англійської поп-групи Pet Shop Boys. Це четвертий сингл з альбому «Fundamental». Вийшов у світ 8 жовтня 2007. Сингл доступний тільки для скачування, а два ремікси на «Integral» були промо-версією до збірки реміксів «Disco Four».

## Список композицій
Download package:
1. «Integral» (PSB Perfect Immaculate 7" Mix)
2. «Integral» (Dave Spoon Mix)
3. «Integral» (Video)

Official Mixes:
1. «Integral» (PSB Perfect Immaculate Mix)
2. «Integral» (PSB Perfect Immaculate 7" Mix)
3. «Integral» (Dave Spoon Mix)
4. «Integral» (Dave Spoon Dub)
5. «Integral» (Cube Live Version)
6. «Integral» (Video)

## Вищі позиції в чартах
- Велика Британія — 197 місце.